# Aeroportul Jinzhou Bay
Aeroportul Jinzhou Bay (IATA: JNZ, JNZ, ICAO: ZYJZ) este un aeroport din Linghai⁠(d), Jinzhou⁠(d), Liaoning, Republica Populară Chineză ce deservește zona Jinzhou⁠(d). Aeroportul a fost tranzitat în 2022 de 86.629 de pasageri. A fost deschis în 10 decembrie 2015 și numit după zona deservită.
aeroportul dispune de o singură pistă.